# Flossenwand

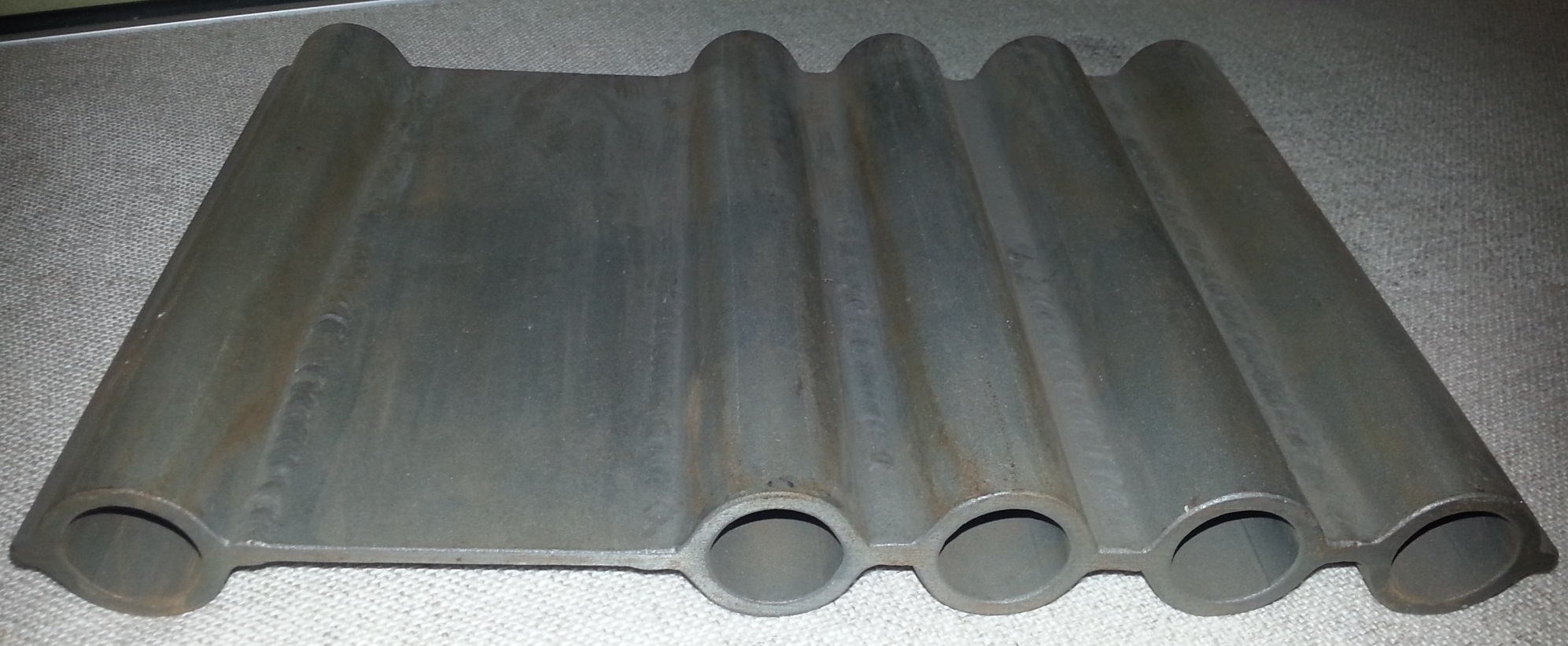
Ausgeschnittenes Stück aus einer Flossenwand

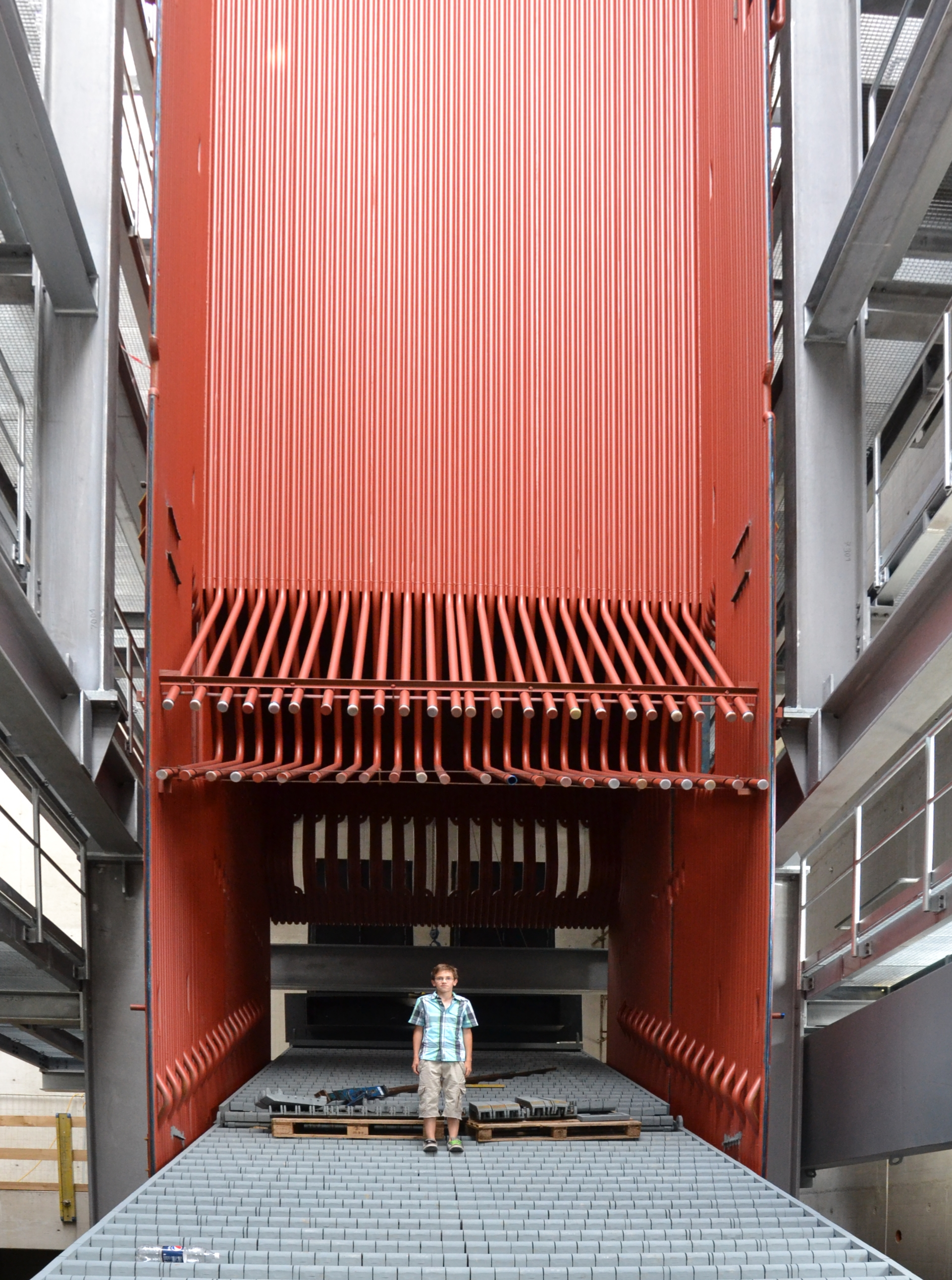
Flossenwandkessel im Bau; man erkennt den Rost und den darüber angeordneten Feuerraum des ersten Zuges

Eine Flossenwand, auch Membranwand oder Rohrwandpaneelen genannt, ist eine aus Rohren gebaute Wand eines Wasserrohrkessels, die den Feuerraum und/oder die Strahlungszüge umschließt. Ihren Namen trägt diese Konstruktion, da zwischen benachbarten Rohren jeweils ein Metallsteg, die „Flosse“ (oder „Membran“), eingeschweißt ist. Durch diese Flossen wird die Wand rauchgasdicht und die Wärme des Rauchgases wird zum Rohr geleitet, welches innen wasserdurchströmt ist. Die Flossenwand und deren Rohre gehören üblicherweise zum Verdampfer und endet (bei Umlaufkesseln) an der Oberseite in der Dampftrommel oder in einen Sammler der mit der Dampftrommel verbunden ist. An der geodätisch unteren Seite der Flossenwand ist zumeist auch ein Sammler der über Fallrohre Wasser aus der Dampftrommel bekommt. Durch diese Bauart ist es möglich, hohe Feuerraumtemperaturen in der Brennkammer zu haben, die bis zu 1200 °C betragen.